# Княжна Тараканова
Княжна Тараканова (іменувала себе княгинею Єлизаветою Володимирською; фр. princesse de Voldomir; між 1745 і 1753 — 15 грудня 1775, Санкт-Петербург, Російська імперія) — невідома, яка видавала себе за дочку імператриці Єлизавети Петрівни і Олексія Розумовського. У 1774 році заявила про свої претензії на російський престол і на деякий час знайшла підтримку у прихильників Барської конфедерації. Викрадена за наказом Катерини II в Ліворно Олексієм Орловим і привезена до Петербурга. На слідстві не визнала провини і не розкрила свого походження. Померла в ув'язненні в Петропавлівській фортеці.

## Біографія

### Походження
Походження «княжни Тараканової» до теперішнього моменту достовірно невідомо. Видається ймовірним, що вона й сама про нього не знала. Можливо, що вона народилася між 1745 і 1753 роками, дані про те, де вона народилася і хто були її батьки, відсутні. Іменем «княжни Тараканової» сама вона ніколи не користувалася, його присвоїв самозванці французький дипломат Жан Анрі Кастера (фр. Jean-Henri Castéra) в своїй книзі «Життя Катерини II, імператриці російської» (фр. Vie de Catherine II, impératrice de Russie; Париж, 1797), а слідом за ним — Гельбіг та інші письменники. Під цим же ім'ям вона фігурує в художній літературі.
Судячи зі збережених описів, «княжна» була худорлявою, стрункою і темноволосою, виглядом своїм нагадуючи італійку. Вирізняючись рідкісною красою (яку не псувала навіть невелика косоокість) і розумом, а також тягою до непомірної розкоші, авантюристка завжди мала чимало шанувальників, засобами яких користувалася, доводячи їх до розорення, а то й тюрми.
Олексій Орлов, який пізніше захопив і доставив самозванку в Петербург, характеризував її таким чином:
|  | Оная ж жінка зроста невеликого, тіла дуже суха, особою не біла, ні чорна, а очі має великі та відкриті, кольором темнокарі і косі, брови темно-русяві, а на обличчі є і веснянки; говорить добре по французьки, по-німецьки, трохи по італійськи, розуміє по англійськи: думати треба, що й польську мову знає, тільки ніяк не відгукується: запевняє про себе, що вона арабською і перською мовами дуже добре говорить. |

За припущенням маркіза Томмазо д'Антічі, який зустрічався з нею в Римі, вона була німкенею. Англійський посланник при петербурзькому дворі вже після упіймання й укладання самозванки в Петропавлівську фортецю оголосив Катерині, ніби вона дочка празького трактирщика (невідомо, звідки він узяв ці відомості), Джон Дік, англійський посланник в Ліворно, який сприяв Орлову в затриманні «княжни», вважав, що вона була дочкою Нюрнбергського булочника. Історик Дьяков, виходячи з того, що її листування з німецьким графом Лімбургом велося французькою мовою, вважав самозванку француженкою, а аналізуючи папери з архіву «княжни», прийшов до висновку, що вона не була знайома зі слов'янськими мовами.
Версіям про «попередню підготовку» самозванки суперечить те, що «княжна» довгий час видавала себе за перську принцесу, далеко не відразу прийнявши образ спадкоємиці російського престолу. Розповіді ж про своє походження вона постійно змінювала, очевидно, згідно зі своїм черговим «іміджем», і, ймовірно, в реальності сама не знала про нього.
Припущенням про її походження з низів суперечили явно неабияка освіта і виховання: манери, такт, знання мов. Також, за свідченнями сучасників, вона жваво цікавилася мистецтвом, чудово зналася в архітектурі й живопису, малювала і грала на арфі.

### Перші згадки. 1770—1773
Вперше майбутня самозванка з'явилася в Кілі близько 1770 року, звідки перебралася в Берлін і жила там якийсь час під ім'ям фройляйн Франк. Після неприємної історії, в яку вона виявилася залучена, але подробиці якої невідомі, дівиця Франк переїхала в Гент, де звалася вже фройляйн Шелль. Тут вона познайомилася з сином голландського купця на прізвище ван Турс (van Toers), якого довела майже до розорення. Переслідувана кредиторами, в 1771 році вона разом зі своїм коханим, який кинув заради неї законну дружину, звідти перебралася в Лондон. Тут вона назвалася пані де Тремуйль. Ван Турс допоміг їй отримати кредит у місцевих купців.

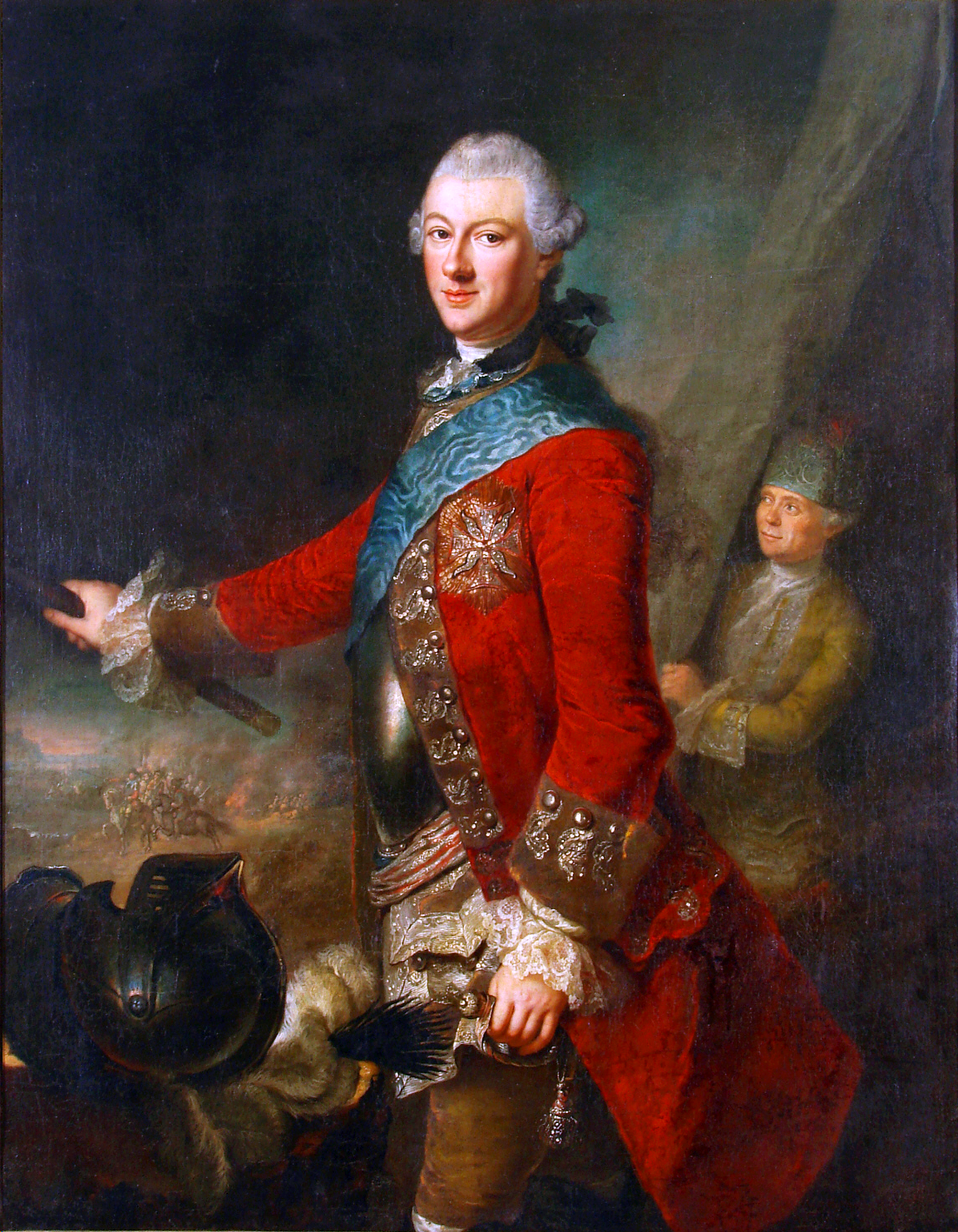
Михайло Казимир Огінський

Навесні 1772 року, коли проблеми зі старими і новими кредиторами почалися і в Лондоні, ван Турс (змінивши ім'я на «барон Ембс») втік до Парижу. Три місяці опісля до нього приєдналася «княжна» у супроводі нового шанувальника — барона Шенка, що користувався досить сумнівною репутацією. Оселившись в 1772 році в Парижі, вона назвалася принцесою де Волдомір (фр. princesse de Voldomir), в літературі це ім'я перетворилося на «княжну Володимирівську». Вона стверджувала, що виховувалася у дядька в Персії, а по досягненні повноліття приїхала в Європу з метою відшукання спадщини, що знаходилося в Росії. Мельников-Печерський, автор книги «Княжна Тараканова і принцеса Володимирська», вважав, що до цього нового перетворення був причетний князь Михайло Огінський, литовський великий гетьман, який долучився до Барської конфедерації в 1771 році і зазнав поразки від російських військ під Столовичами у вересні того ж року. Листи Огінського, адресовані «княжні», свідчать про його захоплення нею, але, ймовірно, любовного зв'язку між ними не було. Судячи з усього, «княжна» обіцяла допомогти Огінському, володіння якого у Речі Посполитій були конфісковані, грошима, які незабаром нібито мала отримати у свого перського дядька. Як зазначає автор першої монографії про «княжну» професор Е. Лунінський, паризький період знайомства майбутньої самозванки і Огінського був «без усякої домішки політики».
У Парижі вона знайшла нових шанувальників: пристарілого маркіза де Марина і графа Рошфора де Валькура, гофмейстера при дворі графа Філіпа Фердинанда Лімбургського. «Княжна» прийняла пропозицію Рошфора де Валькура стати його дружиною. На початку 1773 року в Парижі почалися неприємності з кредиторами, ван Турс (для якого «княжна» отримала у Огінського диплом на звання капітана литовських військ, забезпечивши таким чином його документом на ім'я «Ембса») і Шенк потрапили в боргову в'язницю, їй же нічого не залишалося, як знову тікати, переїхавши спочатку в село неподалік від Парижу, але невдовзі разом з Ембсом і Шенком, випущеними на свободу під поручительство маркіза де Марина, вирушила у Франкфурт, однак сховатися від кредиторів не вдалося.

### У володіннях графа Лімбург-Штірумського. Проект шлюбу

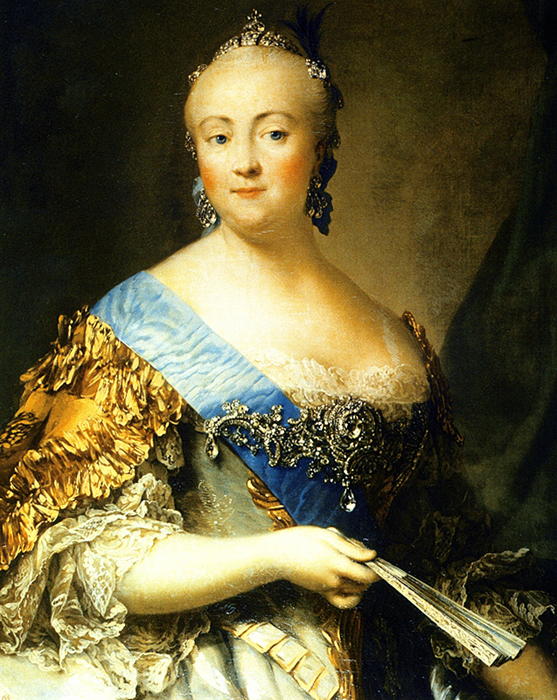
Єлизавета Петрівна — третя імператриця всеросійська

У Франкфурті для самозванки все складалося досить жалюгідним чином: разом зі своєю свитою вона була виселена з готелю, їй загрожувала в'язниця, проте цього разу їй прийшов на допомогу сам Філіп Фердинанд де Лімбург, який прибув в місто разом з Рошфором через тяжбу з курфюрстом Бранденбургським Фрідріхом II. Тут же, зустрівшись з «княжною», 42-річний граф закохався в неї, негайно залагодив справи з кредиторами і запросив до себе. «Княжна» незабаром перебралася графський замок Нейсес під Франконією. Закоханий князь надав їй можливість чи не безконтрольно розпоряджатися доходами з його володінь, а свого суперника — Рошфора — ув'язнив як «державного злочинця». «Княжна» в черговий раз змінила ім'я, назвавшись «султаншею Алі-Емет» або «Аліною (Елеонорою)», принцесою Азовською. Тут вона завела свій двір і навіть заснувала орден «Азійського хреста». «Княжна» зуміла завоювати прихильність співправителя Оберштейна — курфюрста-архієпископа Тріру Клеменса Венцеслава — той сподівався звернути її в католицьку віру і час від часу позичав грошима.
Віддалившись від колишніх шанувальників, Аліна вирішила одружити на собі графа Лімбург. Той на останні гроші викупив графство Оберштейн, в якому «княжна» стала неофіційною господинею. Щоб остаточно прив'язати до себе шанувальника, вона лякала його своїм можливим поверненням до Персії, а трохи пізніше оголосила про вагітність. У липні 1773 року він нарешті зробив їй офіційну пропозицію.
Конференц-міністр Трірського курфюрста фон Горнштейн тим не менш зауважив графу, що необхідні документи, що підтверджують походження нареченої. Як майбутня дружина імперського князя, вона повинна була також перейти в католицьку віру. «Принцеса Азовська» в листі Горнштейну розповіла таке:
|  | Володіння [мого батька] були піддані секвестру в 1749, і перебуваючи під ним двадцять років, звільнені в 1769 році. Я народилася за чотири роки до цього секвестру; в цей сумний час помер і батько мій. Чотирирічною дитиною взяв мене на своє піклування дядько мій, що живе в Персії, звідки я повернулася до Європи 16-го листопада 1768 |

Ім'я батька «княжна» не вказала. Вона оголосила себе підданою Катерини, яка володіє Азовом на правах васального підпорядкування. «Княжна» назвала своїм опікуном російського віце-канцлера і міністра закордонних справ князя О. М. Голіцина, щоб переконати в цьому Лімбург, вона відправила йому копію свого листа Голіцину, нібито надісланого нею віце-канцлеру.
Намагаючись роздобути гроші, «княжна» пустилася в нову авантюру, почавши складати проект лотереї, до участі в якому бажала привернути Михайла Огінського, той же під слушним приводом їй відмовив. Огінському ж для передачі в Версаль «княжна» переслала меморіал про політичне становище в Польщі, той відповідав, що представив вилучення з цього документа, але він «виявився марним з погляду справжніх справ».

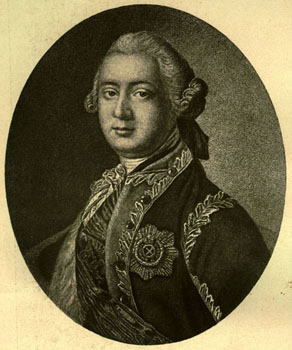
Олексій Григорович Розумовський

Граф Лімбург в цей час опинився через марнотратства своєї подруги в досить скрутному фінансовому становищі, а стараннями фон Горнштейна до нього стали доходити звістки про колишні пригоди і зв'язки «принцеси Володимирської». Наведені довідки показали, що, називаючи своїм «опікуном» князя Голіцина, вона брехала. Втративши терпіння, Лімбург вирішив розлучитися зі своєю нареченою. У відповідь Аліна (або, як її стали в цей час кликати в офіційному листуванні з княжим двором, «її високість ясновельможна принцеса Єлизавета Володимирська») оголосила про намір виїхати до Петербурга нібито для того, щоб офіційно засвідчити своє походження. За її «опікуна» був на цей раз виданий «один російський мандрівник» — Іван Шувалов.
Але в жовтня 1773 року «княжна» перебралася в Оберштейн (вона називала себе його «верховною пані»). Тут же, на подив графа, замість вивчення постулатів католицької віри вона стала відвідувати протестантську церкву. Віддаливши всіх своїх колишніх супутників, замінила прислугу, взявши до себе, зокрема, Франциску фон Мельшеде — дочку прусського капітана.
Вона посварилася з нареченим і попри те, що фон Горнштейну вдалося їх помирити, остаточно охолонула до графа — з огляду на те, що, за власним визнанням, «затіяла дуже вигідну справу». Як виявилося надалі, йшлося про претензії на російський престол.

### Політичні претензії. Венеція

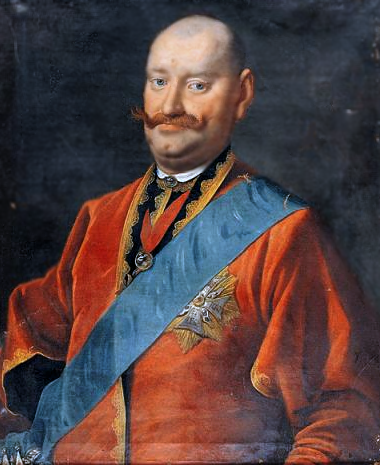
Кароль Станіслав Радзивілл

Восени 1773 року в замку Оберштейн побував посланник віленського воєводи Кароля Радзивілла, прозваного «Пане коханку». Починаючи з 1772 року князь Радзивілл, залишив Польщу, намагався добитися від Франції та Туреччини допомоги Барській конфедерації. Від імені Радзивілла в Туреччину був направлений маршалок смоленський конфедератів Шимон Марцін Коссаковський. Він повинен був вести переговори про призначення султаном субсидії Радзівіллу й отримати дозвіл на проїзд турецькими володіннями.
Чоловік, що приїздив з Мосбаха і годинами розмовляв з господинею віч-на-віч, отримав у прислуги «княжни» прізвисько «незнайомець з Мосбаха». Імовірно, це був небагатий і незнатний польський шляхтич Михайло Доманський, конфедерат, колишній консіліарж (або консілярій) Пінського дистрикту. У своїх відповідях (30 жовтня та від 20 грудня 1774 року) граф повторює її слова про конфедерата, який наприкінці 1773 вже було зібрався одружуватися на майбутній самозванці, але «Несвізький царьок [Радзивілл] розбив ці задуми і плани».
У грудні 1773 року з'явився і стала поширюватися чутка, ніби під ім'ям «принцеси Волдомір» ховається дочка Єлизавети Петрівни і Олексія Розумовського, велика княжна Єлизавета (або, як її пізніше іменували прихильники «її імператорська високість принцеса Єлизавета Всеросійська»). Граф Лімбург повідомляв «княжні» про розмови про її царське походження в листі від 14 січня 1774 з Бартенштейна. Лунінський звертає увагу на те, що самозванка стала називати себе дочкою російської імператриці після того, як в Європі дізналися про пугачовське повстання. Лунінський також відзначає, що «княжна» вже могла використовувати трюк з самозванством і раніше: в 1770 році одна молода дівчина оголосила себе дочкою імператора Франца I. Вона вела в Бордо розкішне життя, користуючись кредитом у місцевих торговців. Французька влада на вимогу Марії Терезії затримали невідому, і вона була доставлена в Брюссель, де якийсь час провела в фортеці. Тут вона зуміла домогтися прихильності Карла Йоганна Філіпа графа Кобенцля, який був у ту пору намісником Австрії, і той повернув самозванці свободу. Після сліди її загубилися. Лунінський припускає, що це могла бути майбутня княжна Тараканова.
Можливо, що «княжна» познайомилася з Радзивіллом через графа Лімбурга. Той міг бачитися з віленським воєводою в Мангеймі у курфюрста Карла Теодора. При дворі останнього виховувався брат «Пана коханку» Ієронім Вінцент. Свого часу передбачалося, що кузина графа Лімбург, принцеса Гогенлое-Бартенштейн, стане дружиною Ієроніма Радзивілла, однак цьому шлюбу чинила спротив імператриця Марія Терезія, яка не бажала, аби Радзивілли набували володіння в Німеччині.
«Княжна», ймовірно, зустрілася з Радзивіллом на початку 1774 року. Між ними зав'язалося тривале листування. Деякі дослідники вважають, що інтрига з оголошенням претензій на російський престол навряд чи була справою довгих приготувань: до 1773 року в діях майбутньої самозванки не було ні найменшого натяку на політичний розрахунок. Лунінський заперечує, що думка про самозванства була подана «княжні» з боку: на його думку, ні Огінський, ні Радзивілл з Доманським, ні Лімбург не причетні до цього, а вся історія з «дочкою імператриці» — справа самої «княжни», знайомої з положенням у Польщі та проблемами і сподіваннями польських емігрантів ще з часу перебування в Парижі. Радзивілл, про багатство якого ходили легенди, непримиренний опозиціонер (у липні 1773 від Станіслава Августа надійшла пропозиція емігрантам-конфедератам повернутися до Польщі з гарантією прощення; Огінський і його зять Михайло Вієльгорський не чекаючи призначеного королем крайнього терміну послали до Варшави зречення; а Радзивілл залишився вірним справі конфедератів). Отже, Радзивілл, що залишав надії на сприятливий для конфедератів поворот, повинен був стати для неї черговим джерелом грошей.
На подорож в Венецію князь віддав своїй нареченій останні гроші. Він наділив її повноваженнями для ведення переговорів з віце-канцлером Голіциним про передачу у володіння графу Лімбургу частини Шлезвіг-Гольштейна — графства Шлезвіг-Піннеберг.
13 травня 1774 «княжна» покинула Оберштейн в супроводі Лімбурга, який проводив її до Цвайбрюккена, де дав ще раз урочисту обіцянку на ній одружитися. Надалі її шлях лежав через Аугсбург, де вона зустрілася з фон Горнштейном і отримала від нього додаткові кошти на дорожні витрати, потім відправилася до Венеції, де її очікував Радзивілл. Фон Горнштейн знову зустрівся з «Єлизаветою» в Зусмаргаузені і, передавши їй від імені графа Лімбурга грошей, умовляв не продовжувати поїздку.
У Венеції вона зупинилася в будинку на території французького посольства під ім'ям графині Піннеберг і завела власний двір. У «княжни» побував Радзивілл, який жив у Венеції з лютого року 1774. Через два дні він познайомив «графиню Піннеберг» зі своєю сестрою Теофіль Моравською. Це, на думку Лунінського, свідчить про короткість знайомства віленського воєводи і «княжни» і доводить, що вони вже зустрічалися раніше. Слідом за Радзивіллом офіційні візити «княжні» нанесли й інші представники Барської конфедерації, її відвідували також французькі та польські авантюристи, які розраховували на майбутні вигоди від затіяного «княжною» підприємства.
Знову маючи грошові труднощі, «Єлизавета» постаралася залучити Михайла Огінського до складання «російської зовнішньої позики», однак той ухилився від проекту. Самопроголошена княжна спробувала взяти кредит у місцевих банкірів, обіцяючи як заставу агатові копальні, які нібито їй належали, але зуміла отримати лише вельми мізерну суму (200 дукатів) і стала квапити Радзивілла з від'їздом в Стамбул. Огінський, що був у той час у Франції, не знав нічого про плани «княжни». Вона домагалася від нього нової зустрічі, він відмовився, пояснивши своє рішення тим, що за ним «пильно стежать», і його відсутність не залишиться непоміченою.

### Рагуза. Літо й осінь 1774
16 червня 1774 Радзивілл разом з самозванкою відбув з Венеції. При посадці на корабель у порту Маламокко їй надавали почесті «як представниці високого роду». На острові Корфу вони розлучилися з Моравською, яка повернулася додому. 30 червня «княжна» і її супутники прибули до Рагузи. Вона оселилася в будинку французького консула Дерів, наданому на час Радзівіллу.
В Рагузі Аліна поширювала вже нову версію свого походження, згідно з якою вона народилася в 1753 році від шлюбу Єлизавети і її морганатичного чоловіка, «гетьмана всього козацтва», і до десятирічного віку жила при матері. По смерті останньої Петро III, герцог Голштинський, якому, за запевненнями самозванки, слід було лише виконувати обов'язки регента аж до її повноліття (номінально називаючись «імператором»), був по-зрадницькому позбавлений трону, а нова імператриця — Катерина II — через півроку після цієї події вислала суперницю на поселення в Сибір. Якийсь священик зглянувся над ув'язненою і допоміг їй втекти і дістатися до «Донської козачої столиці», де принцесу прихистили прихильники батька. Однак Катерина виявила її і тут і спробувала отруїти. «Князівні» вдалося врятуватися, але щоб не піддавати більш небезпеці життя спадкоємиці престолу, її вивезли до Персії, до шаха Жамаса. Шах дав їй блискучу освіту, запросивши з Європи вчителів мов і різних наук. Коли принцесі виповнилося 17 років, він, нарешті, розкрив їй таємницю її народження і запропонував шлюб. Принцеса, проте ж, не побажала змінити вірі своїх предків і вирішила переселитися до Європи. Супроводжувати її повинен був перс Галі, обраний шахом спеціально для цієї мети. На прощання шах забезпечив її грошима та коштовностями, після чого спадкоємиця, переодягнена в чоловічу сукню, повернулася в Росію. Разом з Галі об'їхала країну з кінця в кінець, побувала в Петербурзі в гостях у «впливових друзів батьків» і вирушила до Берліна, де відкрилася Фрідріху II. Незабаром після цього Галі помер, а принцеса жила в Лондоні, потім у Парижі, переїхала до Німеччини, купила Оберштейн і, нарешті, прибула до Італії.
Самопроголошена принцеса оголосила, ніби в Росії у неї багато впливових прихильників, в тому числі Омелян Пугачов. Верховному візирові вона писала, що насправді той був князем Розумовським, сином Олексія від першого шлюбу, і нині докладав усіх зусиль до того, щоб звести на престол «сестру».

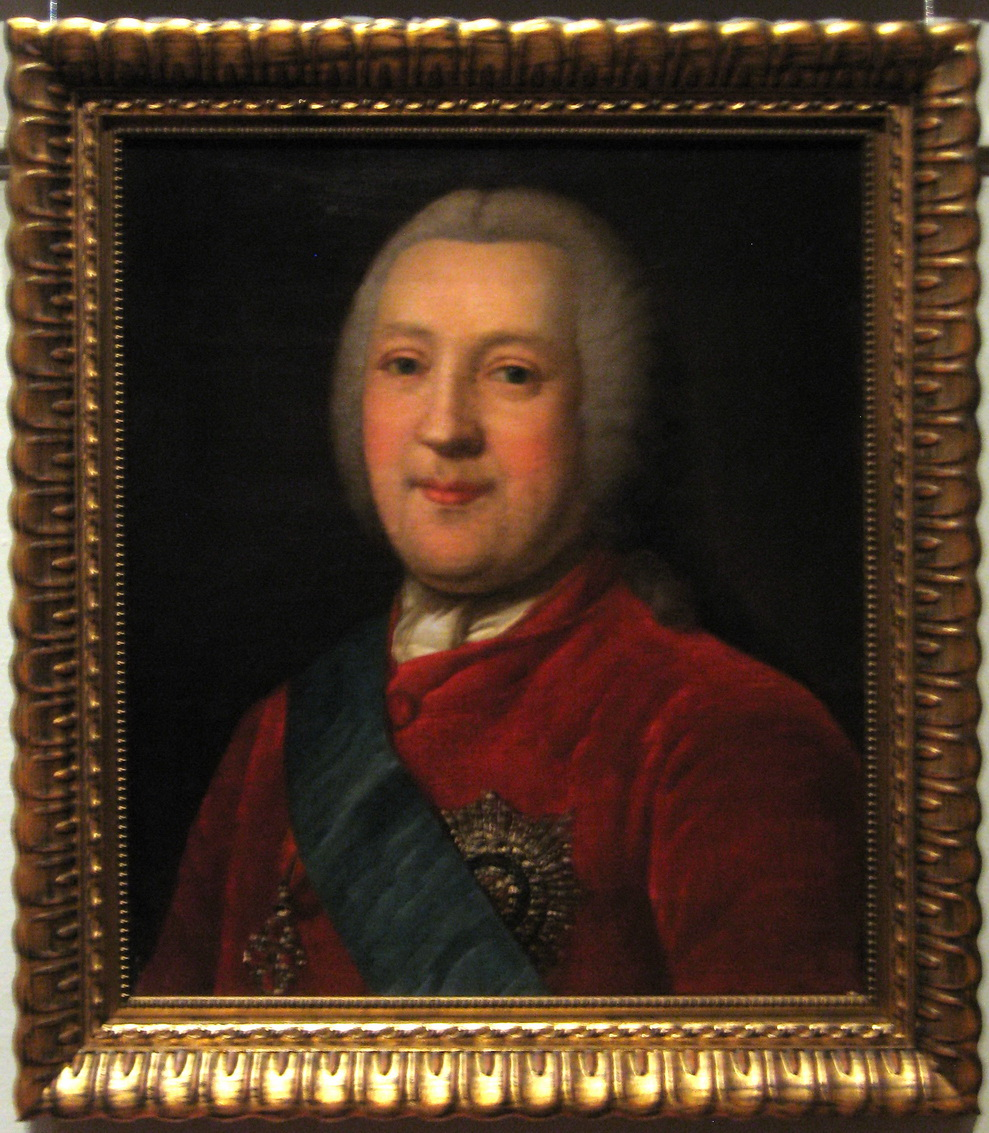
Н. І. Панін

Маршалок двору Радзивілла «Пане Коханку», Радзишевський був посланий в Стамбул, щоб змінити Коссаковського, місія якого провалилася. Радзишевський мав отримати паспорти для Радзивілла і його свити і домогтися від Порти призначення віленському воєводі утримання. У тому випадку, якщо Туреччина до часу прибуття посланника «Пане Коханку» пішла б на укладення миру з Росією, Радзишевський повинен був клопотати про включення до договору пункту про відшкодування князю понесених збитків.
Ще до прибуття віленського воєводи і «княжни» у Рагузу там з'явилися його наближені. Один з людей Радзивілла мав намір під заклад княжих маєтків добути два мільйони цехінів і провести набір шести тисяч осіб з числа християн Боснії та Албанії. Конфедерат Казимир Пуласький також сподівався знайти засоби для збору двох-тритисячного корпусу, який повинен був увійти до Польщі. Якийсь пан Ключевський заклав свої маєтки за 40 тисяч цехінів і планував набрати добровольців. З ними Ключевський мав вийти на допомогу Пугачову, якого змовники іменували Чоглоковим, сином Єлизавети і Розумовського. Він розраховував, пройшовши через Грузію, поповнити свій корпус «кубанськими калмиками» і досягти Казані. Про плани змовників консул Дерів докладно повідомляв у Париж, відзначаючи, що «все це … дуже схоже на роман, але я повинен доносити вашій милості [міністру закордонних справ] все, що відбувається в цій невеликій державі».
Рагузька влада просила «князівну» покинути місто, оскільки побоювалася подальшого погіршення відносин з Росією, і без того зіпсованих тим, що місто підтримувало під час війни Османську імперію. Проте «княжна» відмовила депутатам від Сенату, і вони «примушені були повернутися, отримавши замість відповіді лише глузування над їх боягузтвом». Сенат Рагузи інформував про самозванку російського міністра закордонних справ графа М. І. Паніна. Той, імовірно за наказом Катерини, що не бажала залучати до «авантюрьере» підвищеної уваги, не вважав за потрібне дати справі офіційний хід.
У Рагузі в руках «княжни» виявилися копія справжнього заповіту Катерини I і підроблені — Петра I і «матері» Єлизавети Петрівни. В останньому документі наказувалося коронувати спадкоємицю «Єлизавету Петрівну» (так у заповіті, хоча княжна запевняла, що вона — донька Олексія Розумовського) по досягненні нею повноліття і надати необмежену владу над імперією. Імовірно до виготовлення підроблених документів доклав руку хтось із свити Радзивілла, хто був у курсі петербурзьких палацових інтриг. Малоймовірно, що ці папери склала сама княжна: по-французьки вона говорила добре, але писала «разбросанно і хаотично».

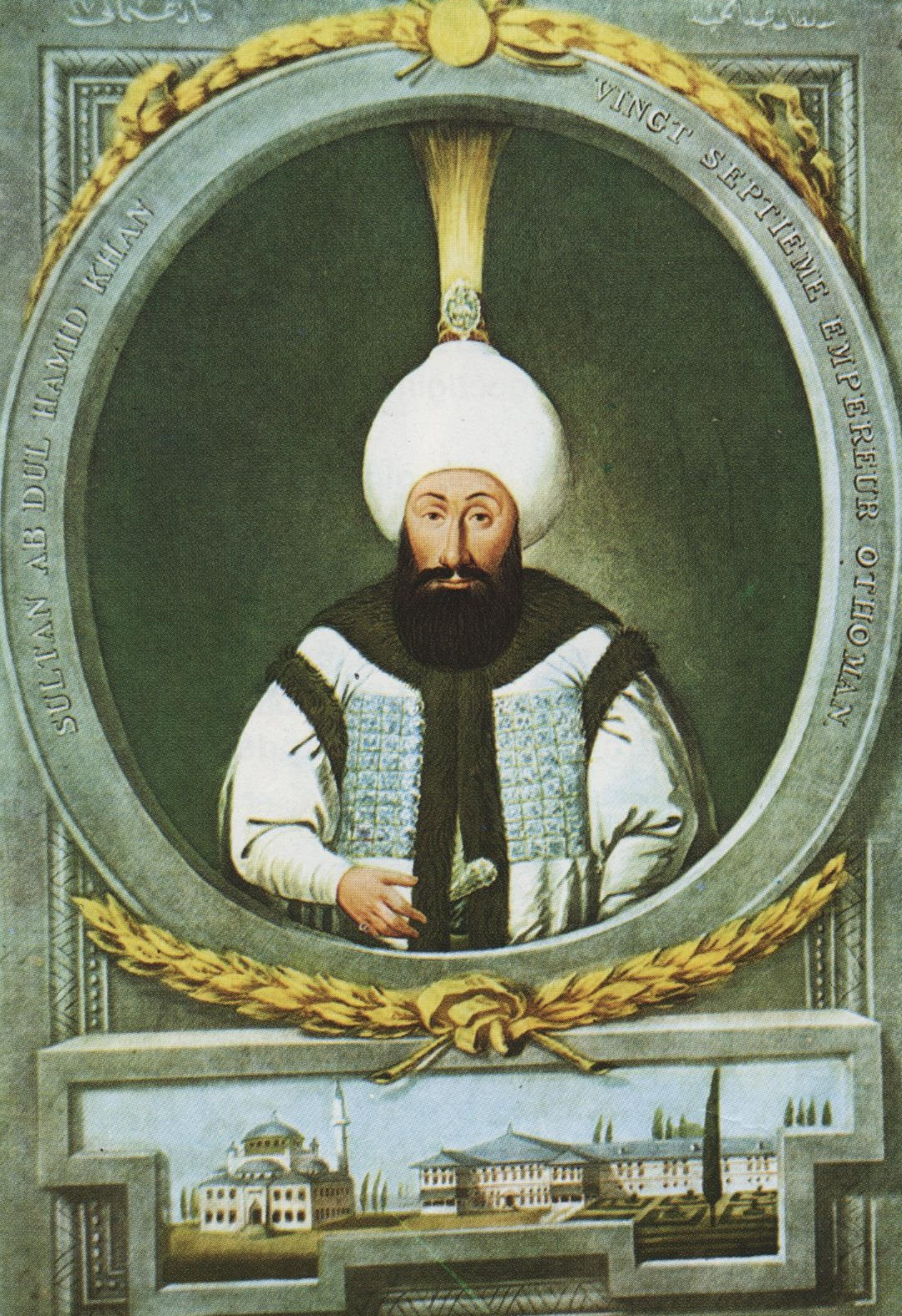
Абдул-Хамід I

Трохи згодом відносини між Радзивіллом і «княжною» стали псуватися, хоча зовні він продовжував надавати їй почесті як персоні високого походження. Причиною розладу було і взаємне розчарування один в одному, і те, що ситуація складалася не на користь конфедератів. Впали надії віленського воєводи на формування збройних загонів для допомоги Туреччині в боротьбі з Росією: замість очікуваних тисяч завербувати вдалося тільки триста чоловік. До того ж влада Порти після укладення миру дали зрозуміти конфедератам, що не збираються вступати у нову війну, а Радзивілу радили помиритися з Варшавою. Не був виданий князю і фірман (через інтриги Каленського, офіційного представника конфедерації за султана) для перебування на території Османської імперії.
Широкий спосіб життя в Рагузі поглинув останні кошти «Пане Коханку», йому відмовили у позиці римські банкіри, ні у нього, ні у «княжни» вже не залишалося нічого, що можна було б закласти. Майно Радзивіла в Польщі було конфісковано, Віленське воєводство оголошено вакантним. Сам же князь, зрозумівши, що потрапив у скрутне становище, що Росія не обійде увагою його зв'язок з самозванкою, намагався покінчити з цією історією, зберігши при цьому обличчя. Ймовірно, саме Радзивілл перешкодив публікації підроблених заповітів. У своїх листах до Німеччини самозванка скаржиться на нерішучість князя. 21 вересня 1774 року вона писала графу Лімбургу, що ще сподівається дістатися до Стамбула і просить у колишнього нареченого грошей. Її борги в Рагузі (500 цехінів) оплатив Міхал Доманський.
«Княжна» у листі до Горнштейн запевняла того, що чутки про поразку Пугачова і мир між Росією і Портою не відповідають дійсності, і остання, незадоволена умовами Кючук-Кайнарджійського договору, обов'язково розв'яже проти Росії нову війну. У посланні «султанові Ахмету» вона намагалася його переконати, ніби їй сприяє шведський король Густав III, що на боці «законної спадкоємиці» виступить Польща, а також ніби їй незабаром вдасться схилити на свій бік моряків російської ескадри під командуванням Олексія Орлова, яка знаходилася у той час в Ліворно. Копія листа султанові мала бути передана верховному візирові. Однак Радзівілл, вже остаточно розчарувався в самозванці, не став відсилати в Стамбул листа «княжни», а коли вона зі скандалом домоглася відправки — наказав Коссаківському, який перебував тоді в Туреччині, в жодному разі не вручати їх. Відомо, що Радзивілл восени 1774 року намагався що-небудь дізнатися про минуле «княжни». За завданням князя його секретар Бернатович, що залишався в Мангеймі, звернувся за роз'ясненнями до Лімбурга і отримав відповідь, що «це княжна високих достоїнств і виняткових чеснот».
Сама уявна принцеса до цього часу опинилася в дуже складному становищі. Укладення миру між Росією і Туреччиною (змовникам залишалося тільки сподіватися на те, що мир не буде затверджений російським або турецьким урядом) і остаточний розгром Пугачова сильно похитнули її позиції. Коли ж «княжна» не отримала відповіді і на другий лист султану, з нею трапився нервовий напад, який тривав три дні.
Вона продовжувала писати Микиті Паніну до Петербурга і Густаву III в Стокгольм. Але обережний Горнштейн, на якого було покладено обов'язок переправити обидва листи за призначенням, не став цього робити, більше того, перервав всяке спілкування з самозванкою. Восени Радзивілл таки отримав 3000 червінців від Сенату Рагузи (Лунінський вважав, що князю виділила гроші місцева єврейська громада) і на початку листопада зміг виїхати в Лідо. «Княжна» зробилася предметом насмішок з боку тих, хто раніше шукав її прихильності, в рагузьких газетах з'являлися пасквілі і розповіді про її любовні пригоди. Версальський двір відмовив їй у допомозі і рекомендував своєму консулу Дерів скоріше позбутися від «спритної авантюристки», що займала його будинок. Вірність їй продовжував зберігати наречений — граф Лімбургський, який у своїх листах умовляв її змінити спосіб життя. З «княжною» крім прислуги залишалися в цей час лише три поляка — Чарномський, колишній резидент конфедератів в Туреччині, Доманський і колишній єзуїт Ганецький.

### Ліворно
18 серпня 1774 пакет з «маніфестиком» самозванки отримав Олексій Орлов. За планами самозванки «Великий маніфест» повинен був скласти сам Орлов, продемонструвавши цим, що виступає на її боці. До маніфесту було докладено лист, в якому Олексію Орлову за сприяння обіцялися «опора, захист» і вічна вдячність. З обережності самозванка писала, ніби знаходиться в Туреччині з надійною охороною. Після того, як в 1772 році його брат Григорій втратив місце фаворита імператриці Катерини II, вплив Орлових при дворі значно послабився. Отже, до Олексія Орлова кілька разів направляли провокаторів, які переконували його виступити проти імператриці, тому вибір самозванки був не випадковим.
Ще один «маніфестик» був спрямований Микиті Івановичу Паніну, який (як годиться, за прямим наказом Катерини, що не бажала привертати увагу до цієї історії) назвав претендентку «побродяжкою» і залишив її лист без жодної уваги.
Орлов дав знати про отримання листа Катерині (27 вересня 1774 роки), підозрюючи, що за спиною самозваної «княжни», як (на його думку) і за спиною Пугачова, стоїть французький двір.
Зважаючи на доповідь Орлова Катерині, ймовірно, що план заманити самозвану княжну на флагманський корабель і відправити її до Росію належав самому Орлову. З цього приводу російський літератор та політик М. М. Лонгінов висунув гіпотезу, ніби Орлов, жорстоко ображений своєю відставкою, сам шукав контакту з самозванкою, відправивши до неї в Рим свого офіцера Хрістінека, і в той же час поспішив доповісти Катерині про отриманий лист — тобто, вів подвійну гру, намагаючись визначити, на якій стороні виявиться перемога. Пізніші дослідження спростували цю версію, показавши, що контакт між Орловим і княжною був встановлений на початку наступного, 1775 року, і зроблено це було з дозволу Катерини, яка прислала 12 листопада 1774 року Орлову прямий наказ заарештувати самозванка, а саме: «зловити всклепавшую на себе ім'я будь-що-будь».
У той же час, не чекаючи відповіді з Петербурга, Орлов, підозрюючи, що невідома з Пароса і «принцеса Єлизавета» — одна особа, відправив на архіпелаг свого довіреного офіцера — серба на російській службі, графа Івана Войновича. Той незабаром переконався, що пароська інтриганка була дружиною константинопольського купця, що мала «зарозумілий характер і безглуздий норов», що навело на підозру, що за її спиною стояв стамбульський двір, який намагався таким чином скомпрометувати Орлова або ж схилити його до зради.
На пошуки самозванка до Італії також був відправлений спритний і дипломатичний де Рібас, майбутній засновник Одеси. На початку грудня кур'єр Міллер привіз листа з Петербурга, в якому Катерина просила заманити самозванку на російський корабель для відправлення під вартою до Росії.
Незважаючи на запевнення самозванки, ніби її захищає турецький флот, в Росії було відомо її місце знаходження, і тому, не побоюючись протидії відносно слабкої рагузької республіки, Катерина «дозволяла» Орлову в разі відмови міської влади видати «тварь» «вжити погрози, а буде і покарання потрібно, що бомб кілька в місто метати можна». Орлов був готовий виконати доручення, проте «принцеса» на той час вже встигла покинути Рагузу.